# 冉魏

冉魏
大魏

冉魏の領域。

冉魏（ぜんぎ、拼音：Rǎnwèi、350年 - 352年）は、中国五胡十六国時代に漢族の冉閔によって建てられた国。国号は大魏だが、魏を国号とする国は複数あるため、冉閔の魏を冉魏と呼んで区別する。あまりに早く滅亡したため、「五胡十六国」の一つには含まれていない。後趙政権が漢人を虐待したことへの反動として、漢民族至上主義に基づく国家を目指したため、異民族の勢力圏にあった華北地方においてはその勢力基盤は脆弱で、支配領域は鄴周辺のわずかな地域に限定された。

## 歴史

### 石虎の時代
建国者の冉閔は後趙の3代皇帝石虎の養孫であり（父の冉瞻が石虎の養子であった）、元々は石閔と名乗っていた。
石閔は勇猛果敢にして戦上手であり、後趙の将軍として各地の征伐に赴き、多数の武勲を挙げた。その威名は大いに知れ渡り、胡人・漢人問わずあらゆる宿将から一目置かれていたという。石虎からも実の孫同様に寵遇されていた。石閔は建節将軍・北中郎将・游撃将軍・征虜将軍を歴任し、武興公にも封じられた。

### 国権を掌握
349年4月、石虎が逝去して子の石世が後を継ぐと、石閔は彭城王石遵（石世の兄）へ、石世を除いて自ら帝位に即くように勧めた。5月、石遵が李城にて挙兵すると、石閔はその前鋒となって鄴を攻略した。石遵が即位すると、石閔は都督中外諸軍事・輔国大将軍に任じられたが、元々は皇太子に立てるという約束だったので、約束を反故にされた事で不信感を抱いた。また、石閔は自らの功績を誇って朝政を専断しようとしたが、石遵はこれを認めず、逆にその権力を押さえ込もうとしたので、大いに憤った。
11月、石遵は群臣を集めると石閔誅殺を目論んだが、鄭皇太后の反対に遭い取りやめとなった。義陽王石鑑（石遵の兄）は石閔にこの事を密告したので、石閔は李農と右衛将軍王基と共に政変を起こし、石遵を捕らえて処刑した。代わって石鑑を擁立すると、石閔は大将軍に昇進し、武徳王に封じられた。これ以降石閔は李農と共に朝政を牛耳るようになった。
12月、石鑑は部下に命じて石閔らを闇討ちさせたが失敗に終わり、その夜のうちに実行犯を殺害して口封じを図った。
同月、襄国を鎮守する新興王石祗（石鑑の兄弟）は石閔・李農の誅殺を掲げ、羌族酋長姚弋仲・氐族酋長蒲洪らと結託した。石閔は大都督石琨・張挙・侍中呼延盛らに襄国を攻撃させた。

### 胡人虐殺
中領軍石成・侍中石啓・前の河東郡太守石暉は石閔と李農の誅殺を企てたが、事が露見して逆に殺害された。さらに、龍驤将軍孫伏都と劉銖もまた石閔らの誅殺を掲げて反乱を起こし、石鑑の身柄を抑えて石閔らを攻めたが、返り討ちにした。石閔は反乱が相次いでいた事から石鑑を御龍観に軟禁した。さらに、人心がどれだけ自分に帰しているかを図ろうと思い、城中へ向けて「我等と心を同じくする者はここに留まり、そうでない者は好きにするがよい」と布告すると、漢人はみな留まったが、城を去ろうとする胡人で城門付近は渋滞となった。これを見た石閔は、胡人は漢人である自分の為には働かないと見切りを付け、内外へ向けて「胡人を斬って首を鳳陽門へ送った漢人は、文官ならば位を三等進め、武官ならば牙門へ抜擢する」と布告した。これにより、1日だけで数万の首級が集まった。石閔もまた自ら漢人を率い、胡人を大量に虐殺した。そこに貴賤・男女・幼老の区別は無く、実に20万人余りが殺害された。屍は城外へ捨てられ、野犬や豺・狼に食われてしまった。四方にある胡人が住まう集落についても、漢人の将軍に命じて殺害させた。また、漢人であっても、体格が大きく鼻が高く髭が多かった者は、胡人と間違われて多数殺害されたという。
なお、この虐殺を皇位簒奪の延長であると捉え、依然として後趙に心を寄せる胡人を排除することが目的で全ての胡人の殺害を意図したものではなかった（麻秋や王泰のように依然として冉魏に踏みとどまった胡人もいた）が、結果的に冉魏の中にいた胡人社会を震撼させ、漢人を含めた全体に動揺が及んだとする指摘がある。

### 建国
350年1月、石閔は自らの独断で国号を「衛」に変更し、自らの姓を「李」と改めた。だが、百官の多くはこれに反発して離反し、その多くは石祗を頼った。
同月、石祗側に寝返った石琨・張挙・王朗が鄴へ侵攻すると、李閔は自ら出撃して敵兵を尽く斬り倒し、撃退した。さらに李農に命じ、石閔に反抗して石瀆に拠っていた張賀度を討伐した。
2月、石鑑は李閔らが不在の隙に鄴を奪還しようと企み、滏口に拠っていた張沈へ密書を書いたが、その使者は寝返って李閔へ密告したので、李閔は鄴へすぐさま帰還すると、石鑑を殺害した。さらに、石虎の孫28人を皆殺しとした。
司徒申鍾・司空郎闓を始め48人は李閔へ帝位に即くよう進めると、李閔は李農に譲ろうとした。だが、李農が固辞したため、自ら南郊で皇帝の位に即き、改元して永興とし、国号を大魏と定めた。史書はこれをもって冉魏の成立としている。
3月、李閔は父祖代々の姓である「冉」へ戻し、母の王氏を皇太后と、妻の董氏を皇后と、嫡男の冉智を皇太子とし、諸子もまたそれぞれ王に封じた。また、文武百官は位を三等進められ、各々封爵された。石祗もまた冉閔に対抗して襄国において帝位に即いた。これにより、兵を擁して州郡に拠っていた諸々の胡人は尽く石祗に呼応した。
4月、冉閔は斉王李農・尚書令王謨・侍中王衍・中常侍厳震・趙昇らを次々と粛清し、政権の安定を図った。さらに、東晋へ使者を派遣して共に後趙を討つよう請うたが、東晋朝廷は応じなかった。

### 後趙との戦い
4月、石祗は冉閔討伐の兵を興すと、相国石琨に10万の兵を与えて、冉魏を攻撃させた。6月、石琨が邯鄲まで軍を進めると、後趙の鎮南将軍劉国もこれに石琨に合流した。冉閔は衛将軍王泰に迎撃を命じ、王泰は邯鄲で敵軍を撃破して万を越える兵を討ち取った。
8月、張賀度・段勤・劉国・靳豚が昌城で合流し、結託して鄴へ侵攻した。冉閔は尚書左僕射劉羣に12万の兵を与えて迎撃させ、冉閔自らも8万を率いて軍の後詰となった。冉魏軍は張賀度軍を破って2万8千の兵を討ち取り、靳豚軍を破って靳豚の首級を挙げ、残兵を尽く捕虜とした。
冉閔の兵は30万を超える程となり、軍旗や鐘鼓は百里余りに渡って連なり、石氏の最盛期を超える程の威勢を誇ったという。また、冉閔は九流（儒家・道家・陰陽家・法家・名家・墨家・縦横家・雑家・農家の総称）を整え、その才能に応じて官職を授けたので、儒家の子孫の多くが昇進を受けて盛んとなった。この時期、国内は安定し、さながら魏晋初期のようであったという。
しかし、冉閔が漢人官僚や名家の取り込みに尽力するものの、石祗の陣営に向かって後趙への忠義を維持する者、前燕に通じる者もおり、漢人至上主義と言われながらも、現実には漢人の間でも十分な支持を得られたものではなく、後趙・冉閔ともに依然として胡漢双方が入り混じった政権であったという指摘もある。
11月、冉閔は10万を率いて出撃すると、襄国を包囲した。
351年2月、百日余りに渡って包囲が続くと、石祗は大いに恐れ、皇帝号を取り去って趙王を称し、前燕皇帝慕容儁と姚弋仲に援軍を要請した。姚弋仲は子の姚襄に2万8千の騎兵を与えて救援させ、前燕は禦難将軍悦綰に3万の兵を与えて姚襄と合流させた。さらに、冀州にいた石琨も兵を挙げて石祗の救援に向かった。これにより、三方から精鋭が集結し、その数は10万を超えていた。
3月、姚襄と石琨が襄国に逼迫すると、冉閔は車騎将軍胡睦に姚襄を、将軍孫威を石琨を迎撃させたが、両軍はいずれも敗れ去った。その為、冉閔は自ら出陣し、全軍を挙げて姚襄・石琨と対峙した。この時、悦綰もまた冉魏軍から僅か数里の所まで接近しており、姚襄・石琨と共に三方から攻め立て、さらに石祗が後方から攻撃した。これにより冉閔は大敗を喫し、10騎余りに守られてかろうじて鄴へ撤退した。この戦いで、戦死した将兵は10万にも及び、冉魏は有望な人材を数えきれないほど失ったという。
これ以降、賊盗は峰起して司州・冀州では大飢饉となり、人民は互いに食い合う程であった。かつて、後趙は青州・雍州・幽州・荊州の移民や諸々の羌・胡・蛮の数百万余りを強制移住させていたが、後趙の支配が及ばなくなるとみな郷里に帰ろうとした。彼らは一斉に移動したので、道路は混雑して殺人や略奪が横行し、さらに飢饉と疫病が降りかかり、無事に帰還出来た者はわずか2・3割であった。中原は大混乱に陥って人口は一気に減少し、農業を復活させる者もいなくなったので、土地も荒廃した。
同月、石祗は側近の将軍劉顕に7万の兵を与えて鄴へ侵攻させたが、冉閔は迎え撃つとこれに大勝し、敗走する劉顕を陽平まで追撃し、3万の兵を討ち取った。劉顕は大いに恐れ、石祗を殺害する代わりに助命を申し出たので、冉閔はこれに応じ、追撃を中止した。
4月、襄国に帰還した劉顕は石祗を殺害して襄国を制圧すると、冉閔はこれに喜び、劉顕を上大将軍・大単于・冀州牧に任じた。

### 劉顕討伐
5月、冉魏の兗州刺史劉啓が、鄄城ごと東晋に帰順した。
7月、劉顕は冉閔から離反して鄴を攻撃したが、冉閔はこれを返り討ちにした。この後、劉顕は自立を宣言し、皇帝を自称した。
8月、冉魏の徐州刺史周成・兗州刺史魏統・豫州牧張遇・荊州刺史楽弘が東晋に帰順し、廩丘・許昌などの諸城を明け渡した。さらに、冉魏の平南将軍高崇・征虜将軍呂護は洛州刺史鄭系を捕らえ、三河ごと東晋に帰順した。
同月、前燕の輔国将軍慕容恪は冉魏の中山郡太守侯龕・趙郡太守李邽を降伏させた。また、武昌王慕容彪は中山を陥落させた。
352年1月、劉顕が常山に侵攻すると、冉閔は自ら8千の騎兵を率いて救援に向かい、劉顕の大司馬清河王劉寧は寝返って棗強ごと冉閔に降伏し、冉閔はその兵を統合して劉顕に攻撃を掛け、これに大勝した。さらに軍を退却させた劉顕を襄国まで追撃した。襄国を守備していた大将軍曹伏駒もまた冉閔に寝返り、城門を開いて冉閔軍を引き入れた。これにより冉閔は何の抵抗も受けずに襄国に入城することが出来た。襄国を制圧した冉閔は、劉顕とその公卿以下100人余りを処刑し、襄国の宮殿を焼き払い、住民を鄴へ強制的に移住させた。

### 冉閔の死
襄国を攻略して以降、冉閔は常山・中山の諸郡で遊び暮らすようになった。その隙に乗じ、後趙の立義将軍であった段勤は、胡人1万余りを集めて繹幕において乱を起こし、趙帝を自称した。
4月、慕容恪は冉魏討伐のために軍を起こすと、両軍は魏昌の廉台において激突した。冉閔は前燕軍と10度戦の戦闘を行い、全て勝利を収めた。慕容恪は敗北したふりをして軍を退き、冉閔を平地へ誘い込んだ。慕容恪は全軍を三隊に分けて方陣を作り、冉閔が策にはまって平地へ誘い出てくると、両翼から挟撃を仕掛けたので、冉魏軍は大敗を喫した。冉閔は追撃してきた慕容恪の騎兵に追いつかれ、捕らえられた。冉閔は薊に連行されると、三百回に渡り鞭で打たれた。その後、龍城へ送られ、遏陘山において処刑された。

### 滅亡
同月、前燕の輔弼将軍慕容評と中尉侯龕が騎兵1万を率いて鄴を包囲すると、皇太子冉智は大将軍蔣幹と共に籠城して徹底抗戦の構えを見せたが、城外の兵は尽く慕容評に降伏した。
5月、兵糧攻めにより鄴城内では食糧が欠乏し、人肉を食べるところまで追い詰められた。さらに、広威将軍慕容軍・殿中将軍慕輿根・右司馬皇甫真らが2万の兵を率いて、慕容評に加勢した。蔣幹は独立を保つのは不可能と考え、東晋に称藩すると共に援軍を要請した。だが、東晋の濮陽郡太守戴施は救援を要請する前に先に伝国璽（伝国璽は元々西晋にあったが、永嘉の乱により前趙の手に落ち、後趙を経て冉魏に渡っていた）を差し出すよう要求した。だが、蔣幹は本当に援軍を派遣するか疑い、決断できなかった。
6月、戴施は壮士100人余りを率いて鄴へ突入すると、蔣幹を説得して伝国璽を建康に送らせた。
同月、蔣幹は精鋭五千を率いて東晋軍と共同で城から出撃したが、慕容評に撃ち破られて4千の兵を失った。
8月、冉魏の長水校尉馬願・龍驤田香は城門を開いて前燕軍を招き入れた。戴施と蔣幹は倉垣へ逃走した。皇太子冉智・董皇后・太尉申鍾・司空條枚らは捕らえられ、薊へ送られた。こうして冉魏は完全に滅亡した。
冉智は海賓候に封じられたが、354年9月に謀反を計画したとして処刑された。

## 冉魏の皇帝
冉隆（祖父）と冉瞻（父）の諡号は冉閔によって追尊されたものなので、実際に帝位に就いたわけではない。
| 代 | 廟号・諡号 | 姓名         | 在位          | 元号                  |
| -- | ---------- | ------------ | ------------- | --------------------- |
|    | 元皇帝     | 冉隆         |               |                       |
|    | 烈祖高皇帝 | 冉瞻（石瞻） |               |                       |
| 1  | 武悼天王   | 冉閔         | 350年 - 352年 | 永興（350年 - 352年） |
| 2  |            | 冉智         | 352年         |                       |

## 参考資料
- 『晋書』（載記第七 石季龍下、載記第十 慕容儁）
- 『資治通鑑』（巻96 - 巻99）
- 『十六国春秋』「後趙録」巻2